# Sequência de Fibonacci

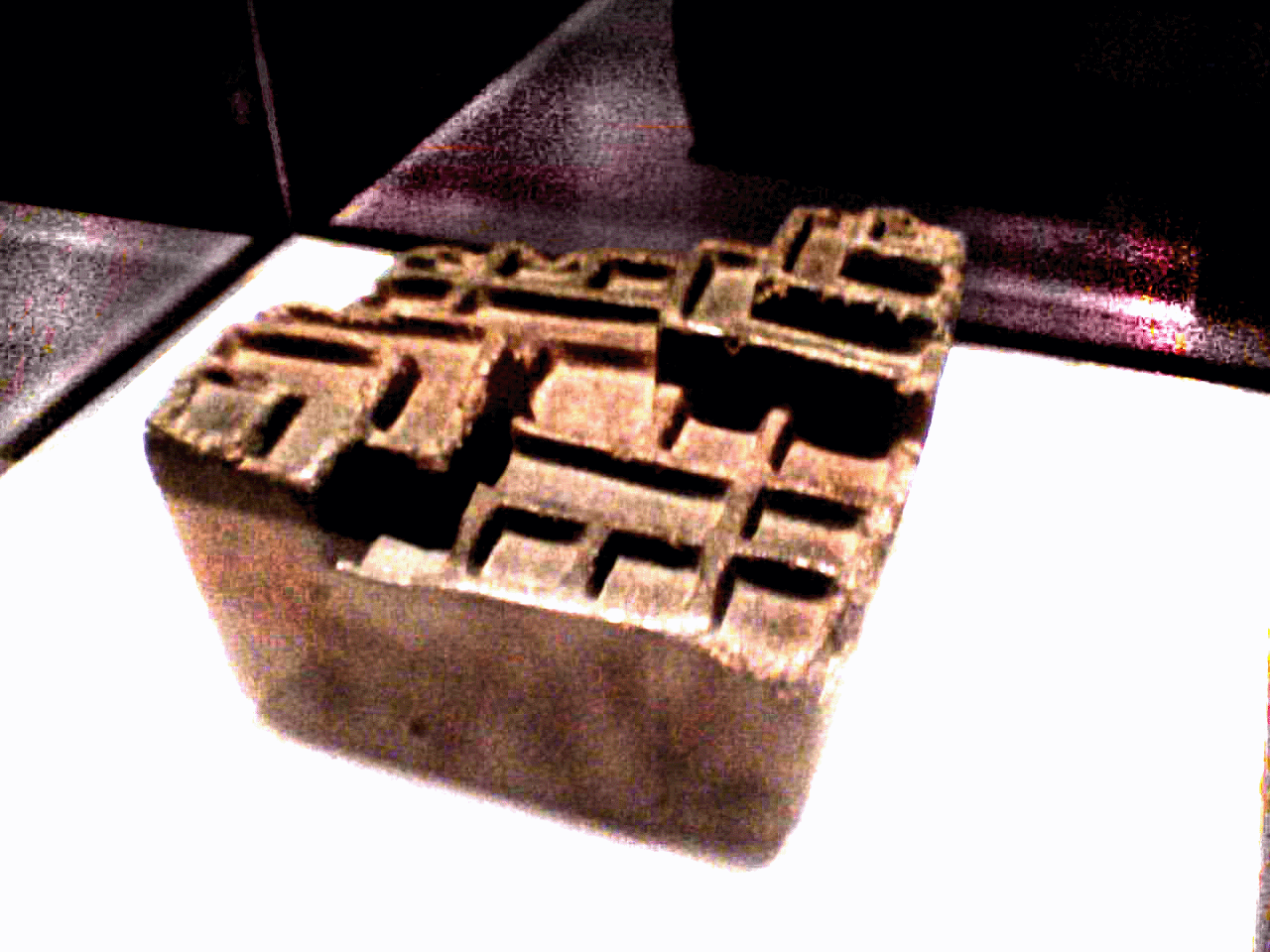
Yupana (em quíchua, "instrumento de contagem"): calculadora usada pelos incas, possivelmente baseada nos números de Fibonacci.

Na matemática, a sucessão de Fibonacci (ou sequência de Fibonacci), é uma sequência de números inteiros, começando normalmente por 0 e 1, na qual cada termo subsequente  corresponde à soma dos dois anteriores. A sequência recebeu o nome do matemático italiano Leonardo de Pisa ou Leonardo Fibonacci, mais conhecido por apenas Fibonacci, que descreveu, no ano de 1202, o crescimento de uma população de coelhos, a partir desta. Esta sequência já era, no entanto, conhecida na antiguidade.
Os números de Fibonacci  são, portanto, os números que compõem a seguinte sequência (A000045 na OEIS):
0,1, 1, 2, 3, 5, 8, 13, 21, 34, 55, 89, 144, 233, 377, 610, 987, 1597, 2584, ... .
É importante destacar que a sequência de Fibonacci é infinita. Portanto, o ideal é que você defina um valor que tenha como objetivo e, ao alcançar esse objetivo, você decida uma nova meta para alcançar.
Em termos matemáticos, a sequência é definida recursivamente pela fórmula abaixo, sendo o primeiro termo F1= 1:
{\displaystyle F_{n}=F_{n-1}+F_{n-2},}
e valores iniciais
{\displaystyle F_{1}=1,\;F_{2}=1.}
A sequência de Fibonacci tem aplicações na análise de mercados financeiros, na ciência da computação e  na teoria dos jogos. Também aparece em configurações biológicas, como, por exemplo, na disposição dos galhos das árvores ou das folhas em uma haste, no arranjo do cone da alcachofra, do abacaxi, ou no desenrolar da samambaia.

## Origens
No ocidente, a sequência de Fibonacci apareceu pela primeira vez no livro Liber Abaci (1202) de Leonardo Fibonacci, embora ela já tivesse sido descrita por gregos e indianos. Fibonacci considerou o crescimento de uma população idealizada (não realista biologicamente) de coelhos. Os números descrevem o número de casais na população de coelhos depois de n meses se for suposto que:

Ilustração representativa da série de Fibonacci, demonstrando o crescimento populacional de coelhos (carregando ovos de páscoa)

- no primeiro mês nasce apenas 1 casal;
- casais amadurecem de forma sexual (e reproduzem-se) apenas após o segundo mês de vida;
- não há problemas genéticos no cruzamento consanguíneo;
- todos os meses, cada casal fértil dá a luz a um novo casal; e
- os coelhos nunca morrem.

Mas genericamente, chama-se sequência de Fibonacci qualquer função g tal que g(n + 2) = g(n) + g(n + 1).  Essas funções são precisamente as de formato g(n) = aF(n) + bF(n + 1) para alguns números a e b, então as sequências de Fibonacci formam um espaço vetorial com as funções  F(n) e F(n + 1) como base.
Em particular, a sequência de Fibonacci com F(1) = 1 e F(2) = 3 é conhecida como a sequência de Lucas. A importância dos números de Lucas L(n) reside no fato deles gerarem a Proporção áurea para as n-ésimas potências:
{\displaystyle \left({\frac {1}{2}}\left(1+{\sqrt {5}}\right)\right)^{n}={\frac {1}{2}}\left(L(n)+F(n){\sqrt {5}}\right).}
Os números de Lucas se relacionam com os de Fibonacci pela fórmulas:{\displaystyle L(n)=F(n-1)+F(n-2).,}
{\displaystyle F(2n)=F(n)L(n),}
{\displaystyle \prod _{p=1}^{n}L_{2^{p}}=F_{2^{n+1}}}
e
{\displaystyle L(n)=\left({\frac {1+{\sqrt {5}}}{2}}\right)^{n}+\left({\frac {1-{\sqrt {5}}}{2}}\right)^{n}.}
Observando-se que {\displaystyle (1+{\sqrt {5}})(1-{\sqrt {5}})=-4,} logo {\displaystyle (1-{\sqrt {5}})={\frac {-4}{1+{\sqrt {5}}}}}  e que {\displaystyle \left({\frac {1+{\sqrt {5}}}{2}}\right)^{2}=1+\left({\frac {1+{\sqrt {5}}}{2}}\right),} pois é a solução de {\displaystyle x^{2}=1+x}  e substituindo isso em {\displaystyle L(n),} obtemos a fórmula apenas em termos da raiz positiva:
{\displaystyle L(n)={\frac {\left({1+\left({\frac {1+{\sqrt {5}})}{2}}\right)}\right)^{n}+(-1)^{n}}{{({\frac {1+{\sqrt {5}}}{2}}})^{n}}}}
Com esta fórmula podemos montar a sequência de Fibonacci e descobrir, por exemplo, quantos coelhos foram gerados no sexto mês, basta aplicar a fórmula descrita acima até chegar ao ponto inicial de 1 e 1, como mostra a figura abaixo:
Ou seja, no sexto mês foram gerados 8 coelhos.
- F(6) = (F(6 - 1)) + (F(6 - 2)) = 5 e 4 → 8 (Soma do Resultado de F(5) e F(4))
- F(5) = (F(5 - 1)) + (F(5 - 2)) = 4 e 3 → 5 (Soma do Resultado de F(4) e F(3))
- F(4) = (F(4 - 1)) + (F(4 - 2)) = 3 e 2 → 3 (Soma do Resultado de F(3) e F(2))
- F(3) = (F(3 - 1)) + (F(3 - 2)) = 2 e 1 → 2
- F(2) = (F(2 - 1)) + (F(2 - 2)) = 1 e 0 → 1

E a primeira posição 1.
Note que a sequência de Fibonacci esta no resultado de cada posição: 1, 1, 2, 3, 5, 8, ...

## Representações alternativas
Para analisar a sequência de Fibonacci (e, em geral, quaisquer sequências) é conveniente obter outras maneiras de representá-la matematicamente.
Observação: os números da sequência também podem ser calculados por:
{\displaystyle F_{n+2}={\sqrt {\frac {F_{n}{F_{n+1}^{2}}(3{F_{n}}+4{F_{n+1}})+1}{{F_{n}}^{2}+{F_{n+1}}^{2}}}}.}
Observe que não é possível reduzir essa expressão à fórmula de recorrência {\displaystyle F_{n+2}=F_{n+1}+F_{n},} apesar de ambas fornecerem o mesmo resultado na sequência de Fibonacci.

### Função geradora
Uma função geradora para uma sequência qualquer {\displaystyle a_{0},a_{1},a_{2},\dots } é a função
{\displaystyle f(x)=a_{0}+a_{1}x+a_{2}x^{2}+a_{3}x^{3}+a_{4}x^{4}+\cdots ,}
ou seja, uma série potências formais em que cada coeficiente é um elemento da sequência. Os números de Fibonacci possuem a seguinte função geradora
{\displaystyle f\left(x\right)={\frac {x}{1-x-x^{2}}}.}
Quando se expande esta função em potências de {\displaystyle x,} os coeficientes são justamente os termos da sequência de Fibonacci:
{\displaystyle {\frac {x}{1-x-x^{2}}}=0x^{0}+1x^{1}+1x^{2}+2x^{3}+3x^{4}+5x^{5}+8x^{6}+13x^{7}+\cdots }

### Fórmula explícita
Conforme mencionado por Johannes Kepler, a taxa de crescimento dos números de Fibonacci, que é {\textstyle F_{n+1}/F_{n},} tende à Proporção áurea, denotada por {\textstyle \phi } {\textstyle \phi ={\frac {1+{\sqrt {5}}}{2}}\approx 1,61803398875.} Em outras palavras, {\displaystyle \lim _{n\to \infty }\left({\frac {F_{n+1}}{F_{n}}}\right)=\phi ={\frac {1+{\sqrt {5}}}{2}}=1,61803398875.} (De um modo mais geral, {\displaystyle \lim _{n\to \infty }\left({\frac {F_{n+k}}{F_{n}}}\right)={\phi }^{k}.} )  Esta é a raiz positiva da equação de segundo grau x² − x − 1 = 0, então φ² = φ + 1. Se multiplicarmos ambos os lados por φn, teremos φn+2 = φn+1 + φn, então a função φn é uma sequência de Fibonacci. É possível demonstrar que a raiz negativa da mesma equação, 1 − φ, tem as mesmas propriedades, então as duas funções φn e (1 − φ)n formam outra base para o espaço.
Ajustando os coeficientes para obter os valores iniciais adequados F(0) = 0 e F(1) = 1, tem-se a fórmula de Binet:
{\displaystyle F\left(n\right)={\frac {1}{\sqrt {5}}}\left\{\left({\frac {1+{\sqrt {5}}}{2}}\right)^{n}-\left({\frac {1-{\sqrt {5}}}{2}}\right)^{n}\right\}={\phi ^{n} \over {\sqrt {5}}}-{(1-\phi )^{n} \over {\sqrt {5}}}.}
Este resultado também pode ser derivado utilizando-se a técnica de funções geradoras, ou a técnica de resolver relações de recorrência.
Quando n tende a infinito, o segundo termo tende a zero, e os números de Fibonacci tendem à exponencial φn/√5. O segundo termo já começa pequeno o suficiente para que os números de Fibonacci possam ser obtidos usando somente o primeiro termo arredondado para o inteiro mais próximo.

#### Fórmula de Binet e o Binômio de Newton
Se expandirmos a Fórmula de Binet usando o Binômio de Newton, é possível também escrevê-la em termos racionais, ou seja, nessa forma:
a) Se {\displaystyle n} for ímpar:
{\displaystyle F(n)={\frac {\displaystyle \sum _{p=0}^{(n-1)/2}{n \choose 2p+1}5^{p}}{2^{n-1}}}}
b) Se {\displaystyle n} for par:
{\displaystyle F(n)={\frac {\displaystyle \sum _{p=0}^{(n-2)/2}{n \choose 2p+1}5^{p}}{2^{n-1}}}}
Ou ainda, de modo equivalente:
{\displaystyle F(n)={\frac {\displaystyle \sum _{p=0}^{\lfloor (n-1)/2\rfloor }{n \choose 2p+1}5^{p}}{2^{n-1}}},} onde {\displaystyle \lfloor (n-1)/2\rfloor } representa a parte inteira de (n-1)/2.

#### Função inversa da fórmula de Binet
Para resolver o problema inverso, ou seja, qual a posição que um dado número de Fibonacci ocupa na sequência, existe a função inversa da fórmula de Binet:
1) O número dado é um número de Fibonacci se {\displaystyle {\sqrt {5{{F_{n}}^{2}}\pm 4}}} for um número inteiro e positivo. Como ainda não sabemos o valor de {\displaystyle n,} (temos apenas o número que desejamos calcular: o suposto {\displaystyle F_{n}}), há que se testar inicialmente as duas possibilidades. Se {\displaystyle n} for ímpar, então {\displaystyle {\sqrt {5{{F_{n}}^{2}}-4}}} será inteiro, e se {\displaystyle n} for par, então {\displaystyle {\sqrt {5{{F_{n}}^{2}}+4}}} será inteiro.
2) A posição que esse número ocupa na sequência é calculada por:
{\displaystyle \lfloor n\rfloor =\log _{\left({\frac {1+{\sqrt {5}}}{2}}\right)}{\left({\frac {{F_{n}}{\sqrt {5}}+{\sqrt {5{{F_{n}}^{2}}+4{(-1)}^{n}}}}{2}}\right)}.}
Onde {\displaystyle \lfloor n\rfloor } representa a parte inteira de {\displaystyle n.}
Exemplos:
1) Dado o número 1597, verifique se ele pertence à sequência de Fibonacci e, em caso afirmativo, determine a sua posição na sequência.
Verificamos que  {\displaystyle {\sqrt {5(1597)^{2}-4}}={\sqrt {12752041}}=3571} é inteiro, o que indica que ele pertence à sequência e {\displaystyle n} neste caso é ímpar.
Aplicando-se a função inversa da fórmula de Binet para {\displaystyle F_{n}=1597:}
{\displaystyle \lfloor n\rfloor =\log _{\left({\frac {1+{\sqrt {5}}}{2}}\right)}{\left({\frac {{F_{n}}{\sqrt {5}}+{\sqrt {5{{F_{n}}^{2}}+4{(-1)}^{n}}}}{2}}\right)}}
{\displaystyle \lfloor n\rfloor =\log _{\left({\frac {1+{\sqrt {5}}}{2}}\right)}{\left({\frac {{1597}{\sqrt {5}}+{\sqrt {5{(1597)^{2}}+4{(-1)}^{n}}}}{2}}\right)}}
Lembrando que {\displaystyle (-1)} elevado a qualquer número ímpar sempre resulta {\displaystyle (-1).} Logo:
{\displaystyle \lfloor n\rfloor =17,} o que significa que 1597 é o 17° número da sequência de Fibonacci. De fato:
{\displaystyle 1,1,2,3,5,8,13,21,34,55,89,144,233,377,610,987,{\color {blue}1597}\cdots }
2) Verifique se o número {\displaystyle 2016} pertence ou não à sequência de Fibonacci.
Neste caso, nem {\displaystyle {\sqrt {5{(2016)^{2}}+4}}} e nem {\displaystyle {\sqrt {5{(2016)^{2}}-4}}} são números inteiros, o que indica que {\displaystyle 2016} não é um número de Fibonacci.
De fato, {\displaystyle F_{17}=1597} e {\displaystyle F_{18}=2584>2016.}

### Forma matricial
Para argumentos muito grandes, quando utiliza-se um computador bignum, é mais fácil[carece de fontes?] calcular os números de Fibonacci usando a seguinte equação matricial:
{\displaystyle {\begin{bmatrix}1&1\\1&0\end{bmatrix}}^{n}={\begin{bmatrix}F\left(n+1\right)&F\left(n\right)\\F\left(n\right)&F\left(n-1\right)\end{bmatrix}},}
em que a potência de n é calculada através do produto matricial repetidas vezes.
Um exemplo de aplicação desta expressão matricial é na demonstração do teorema de Lamé sobre o algoritmo de Euclides para o cálculo do MDC.

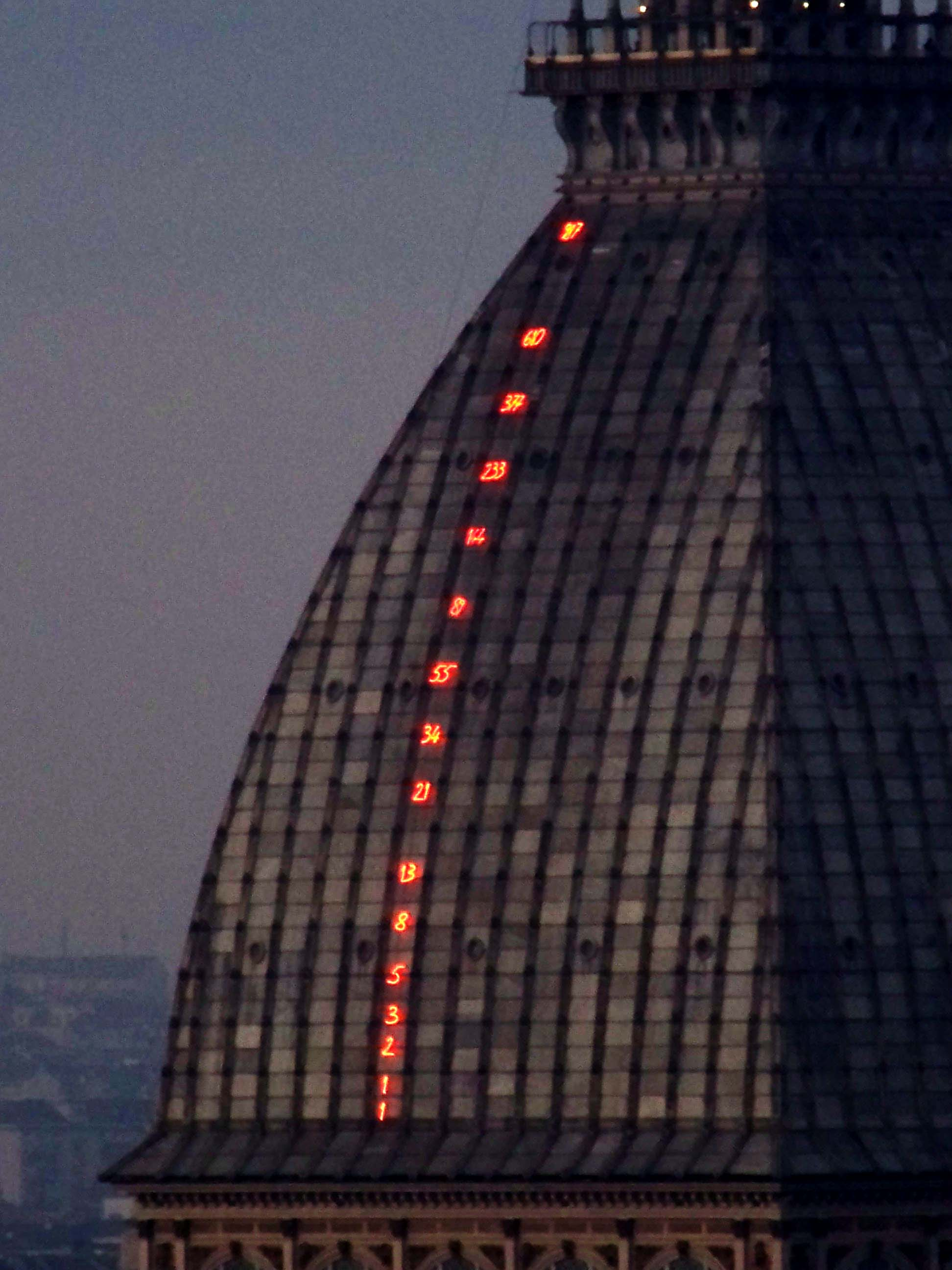
Representação da Série de Fibonacci na Molle Antonelliana em Turim, Itália

## Tipos de algoritmos
Há diversos algoritmos (métodos) para calcular o {\displaystyle n}-ésimo elemento da sequência de Fibonacci, sendo que os mais comuns empregam um das seguintes abordagens:
- Recursiva
- Iterativa
- Dividir para conquistar

A seguir é apresentado um exemplo de cada um destes tipos de algoritmos em pseudocódigo.

### Abordagem recursiva
A própria definição da sequência de Fibonacci pode ser tomada como base para implementar um algoritmo recursivo que gera os termos da sequência, como é mostrado a seguir:
função {\displaystyle {\it {fib}}(n)}
se {\displaystyle n<2} então
retorne {\displaystyle n}
caso contrário
retorne {\displaystyle {\it {fib}}(n-1)+{\it {fib}}(n-2)}
Apesar de simples, essa estratégia não é recomendável porque os mesmos valores são calculados muitas vezes (a não ser que a linguagem de programação guarde automaticamente os valores calculados nas chamadas anteriores da mesma função com o mesmo argumento). Uma análise cuidadosa mostra que a complexidade computacional do algoritmo é {\displaystyle O(\varphi ^{n}).} Por esse motivo, normalmente calcula-se os números de Fibonacci "de baixo para cima",[carece de fontes?] começando com os dois valores 0 e 1, e depois repetidamente substituindo-se o primeiro número pelo segundo, e o segundo número pela soma dos dois anteriores.
Uma outra alternativa é fazer uso da fórmula apresentada na seção anterior, que envolve potências da proporção áurea. No entanto, isso pode não ser muito conveniente para valores grandes de n, já que os erros de arredondamento se acumulam e a precisão dos números de ponto flutuante normalmente não será suficiente.

### Abordagem iterativa
Com o uso de um algoritmo iterativo como o que é mostrado a seguir, é possível obter a sequência um pouco mais eficientemente:
função {\displaystyle {\it {fib}}(n)}
{\displaystyle j\gets 1}
{\displaystyle i\gets 0}
para {\displaystyle k} de {\displaystyle 1} até {\displaystyle n} faça
{\displaystyle t\gets i+j}
{\displaystyle i\gets j}
{\displaystyle j\gets t}
retorne {\displaystyle i}
Neste caso, a complexidade computacional do algoritmo é {\displaystyle O(n).}

### Abordagem dividir para conquistar
O algoritmo abaixo é bem mais eficiente e baseia-se na representação matricial da sequência de Fibonacci. Sua complexidade computacional é {\displaystyle O(\log(n)).}
função {\displaystyle {\it {fib}}(n)}
se {\displaystyle n\leq 0} então
retorne {\displaystyle 0}
{\displaystyle i\gets n-1}
{\displaystyle a\gets 1}
{\displaystyle b\gets 0}
{\displaystyle c\gets 0}
{\displaystyle d\gets 1}
{\displaystyle aux1\gets 0}
{\displaystyle aux2\gets 0}
enquanto {\displaystyle i>0} faça
se {\displaystyle i} é impar então
{\displaystyle aux1\gets db+ca}
{\displaystyle aux2\gets d(b+a)+cb}
{\displaystyle a\gets aux1}
{\displaystyle b\gets aux2}
{\displaystyle aux1\gets c^{2}+d^{2}}
{\displaystyle aux2\gets d(2c+d)}
{\displaystyle c\gets aux1}
{\displaystyle d\gets aux2}
{\displaystyle i\gets i\div 2}
retorne {\displaystyle a+b}

### Algoritmo em C
O algoritmo abaixo é um exemplo de como escrever um código simples em C para encontrar a sequência de Fibonacci.
```
#include
 
<stdio.h>

main
(){

	
int
 
N
,
 
num
,
 
numA
,
 
numB
,
 
i
;

	
printf
(
"Digite quantos termos devem aparecer.
\n
"
);

	
scanf
(
"%d"
,
 
&
N
);

	
numA
 
=
 
1
;
 
numB
 
=
 
0
;
 
i
 
=
 
0
;

	
while
(
i
 
<
 
N
){

	    
printf
(
"%d, "
,
 
numA
);

	    
num
 
=
 
numA
 
+
 
numB
;

	    
numB
 
=
 
numA
;

	    
numA
 
=
 
num
;

	    
i
++
;

	 
}

}

```

## Aplicações
Os números de Fibonacci são importantes para a análise em tempo real do algoritmo euclidiano, para determinar o máximo divisor comum de dois números inteiros.
Matiyasevich mostrou que os números de Fibonacci podem ser definidos por uma Equação diofantina, o que o levou à solução original do Décimo Problema de Hilbert.
Os números de Fibonacci aparecem na fórmula das diagonais de um triângulo de Pascal (veja coeficiente binomial).
Um uso interessante da sequência de Fibonacci é na conversão de milhas para quilômetros. Por exemplo, para saber aproximadamente a quantos quilômetros 5 milhas correspondem, pega-se o número de Fibonacci correspondendo ao número de milhas (5) e olha-se para o número seguinte (8). 5 milhas são aproximadamente 8 quilômetros. Esse método funciona porque, por coincidência, o fator de conversão entre milhas e quilômetros (1 609) é próximo de φ (1 618) (obviamente ele só é útil para aproximações bem grosseiras: além do factor de conversão ser diferente de φ, a série converge para φ).
Em música os números de Fibonacci são utilizados para a afinação, tal como nas artes visuais, determinar proporções entre elementos formais. Um exemplo é a Música para Cordas, Percussão e Celesta de Béla Bartók.
Le Corbusier usou a sequência de Fibonacci na construção do seu modulor, um sistema de proporções baseadas no corpo humano e aplicadas ao projeto de arquitetura.
Em The Wave Principal, Ralph Nelson Elliot defende a ideia que as flutuações do mercado seguem um padrão de crescimento e decrescimento que pode ser analisado segundo os números de Fibonacci, uma vez determinada a escala de observação. Defende que as relações entre picos e vales do gráfico da flutuação de bolsa tendem a seguir razões numéricas aproximadas das razões de dois números consecutivos da sequência de Fibonacci.
Teorias mais recentes, defendem que é possível encontrar relações “de ouro” entre os pontos de pico e os de vale, como no gráfico abaixo:
Se tomarmos o valor entre o início do ciclo e o primeiro pico, e o compararmos com o valor entre este pico e o pico máximo, encontraremos também o número de ouro. O ciclo, naturalmente, pode estar invertido, e os momentos de pico podem se tornar momentos de vale, e vice-versa.

## Generalizações
Uma generalização da sequência de Fibonacci são as sequências de Lucas. Um tipo pode ser definido por:
{\displaystyle U(0)=0}
{\displaystyle U(1)=1}
{\displaystyle U(n+2)=PU(n+1)-QU(n)}
onde a sequência normal de Fibonacci é o caso especial de {\displaystyle P=1} e {\displaystyle Q=-1.} Outro tipo de sequência de Lucas começa com {\displaystyle V(0)=2,} {\displaystyle V(1)=P.} Tais sequências têm aplicações na Teoria de Números e na prova que um dado número é primo (primalidade).
Os polinômios de Fibonacci são outra generalização dos números de Fibonacci.

## Identidades
- {\displaystyle \sum _{p=1}^{n}{F_{n}}^{2}=F_{n}F_{n+1}}

- {\displaystyle \sum _{p=1}^{n}{F_{2p}}=F_{2n+1}-1}

- {\displaystyle \sum _{p=1}^{n}{F_{2p-1}}=F_{2n}}

- {\displaystyle \sum _{p=1}^{2n}{F_{p}}=F_{2n+2}-1}[12]

- {\displaystyle \sum _{p=0}^{\lfloor n/2\rfloor }{n-p \choose p}=F_{n+1},} onde {\displaystyle \lfloor n/2\rfloor } denota a parte inteira de n/2.[13]

- {\displaystyle \sum _{p=1}^{n}{\frac {F_{p+1}}{F_{p+2}.F_{p+3}}}={\frac {F_{n+3}-2}{2F_{n+3}}}.}

- {\displaystyle {\frac {{F^{2}}_{2k+1}+{F^{2}}_{2k-1}+1}{{F_{2k+1}}\cdot {F_{2k-1}}}}=3.}

- {\displaystyle \sum _{p=1}^{n}{F_{4p}}=\sum _{p=1}^{2n}{F_{p}F_{p+1}}={F^{2}}_{2n+1}-1}

- {\displaystyle \sum _{p=0}^{n}{f_{n}}^{3}={\frac {f_{3n+4}+6(-1)^{n}f_{n-1}+5}{10}}.} (Onde {\displaystyle f_{n}=F_{n+1})}[14]

- {\displaystyle F_{n}F_{n+1}-F_{n}F_{n-1}=F_{n}^{2}}
- {\displaystyle \sum _{k=0}^{\infty }{\frac {1}{1+F_{2k+1}}}={\frac {\sqrt {5}}{2}},}
- {\displaystyle \sum _{k=1}^{\infty }{\frac {(-1)^{k+1}}{\sum _{j=1}^{k}{F_{j}}^{2}}}={\frac {{\sqrt {5}}-1}{2}}.}
- {\displaystyle \psi =\sum _{k=1}^{\infty }{\frac {1}{F_{k}}}=3,359885666243\dots }
- {\displaystyle \sum _{n=0}^{\infty }{\frac {1}{F_{2^{n}}}}={\frac {7-{\sqrt {5}}}{2}}\,,}
- {\displaystyle \sum _{n=0}^{N}{\frac {1}{F_{2^{n}}}}=3-{\frac {F_{2^{N}-1}}{F_{2^{N}}}}.}
- {\displaystyle {F_{n}}^{2}+{F_{n+1}}^{2}=F_{2n+1}}

Além disso, {\displaystyle F_{n+2}={\sqrt {\frac {F_{n}{F_{n+1}^{2}}(3{F_{n}}+4{F_{n+1}})+1}{{F_{n}}^{2}+{F_{n+1}}^{2}}}}}
- {\displaystyle F_{n}F_{n+2}+F_{n+1}F_{n+3}=F_{n+2}F_{n+3}-F_{n+1}F_{n}}
- {\displaystyle F_{n+2}=F_{n+1}+F_{n}} (da definição)
- {\displaystyle \sum _{n=1}^{N}F_{n}=F_{N+2}-1} (usando a identidade telescópica)
- {\displaystyle \sum _{n=1}^{N}nF_{n}=NF_{N+2}-F_{N+3}+2}

Esta fórmula pode ser provada por indução. Para {\displaystyle N=1} é evidente. Supondo o resultado certo para {\displaystyle N\geq 1}
{\displaystyle \sum _{n=1}^{N+1}nF_{n}=\sum _{n=1}^{N}nF_{n}+(N+1)F_{N+1}}
{\displaystyle =NF_{N+2}-F_{N+3}+2+(N+1)F_{N+1}}
{\displaystyle =NF_{N+3}-F_{N+3}+2+F_{N+1}}
{\displaystyle =NF_{N+3}-F_{N+3}+2+F_{N+1}}
{\displaystyle =NF_{N+3}-F_{N+2}+2=NF_{N+3}-(F_{N+4}-F_{N+3})+2}
{\displaystyle =NF_{N+2}+2-F_{N+3}}
Ou heuristicamente
{\displaystyle \sum _{n=1}^{N}nF_{n}=\sum _{n=1}^{N}n(F_{n+2}-F_{n+1})}
{\displaystyle =\sum _{n=1}^{N}(nF_{n+2}-nF_{n+1})}
{\displaystyle =\sum _{n=1}^{N}((n+2-2)F_{n+2}-(n+1-1)F_{n+1})}
{\displaystyle =\sum _{n=1}^{N}((n+2)F_{n+2}-(n+1)F_{n+1})-\sum _{n=1}^{N}(2F_{n+2}-F_{n+1})}
{\displaystyle =(N+2)F_{N+2}-2F_{2}-\sum _{n=1}^{N}(F_{n+2}+F_{n})}
{\displaystyle =(N+2)F_{N+2}-2-(F_{N+4}-1-F_{1}-F_{2}+F_{N+2}-1)}
{\displaystyle =(N+1)F_{N+2}+2-(F_{N+4})}
{\displaystyle =NF_{N+2}+-(F_{N+4}-F_{N+2})}
{\displaystyle =NF_{N+2}+2-F_{N+3}}

## Outras propriedades
1) Considerando-se os inteiros positivos {\displaystyle a\geq 1} e {\displaystyle b\geq 1,} então :
{\displaystyle F_{b+a}=F_{b-1}F_{a}+F_{b}F_{a+1}}
Prova:
Para {\displaystyle a=1:}
{\displaystyle F_{b+1}=F_{b-1}+F_{b}}
Para {\displaystyle a=2}
{\displaystyle F_{b+2}=F_{b}+F_{b+1}}
Supondo para todo {\displaystyle b>1,} com {\displaystyle q>k\geq 2,} e usando-se o princípio da Indução Matemática,
{\displaystyle F_{b+(q-2)}=F_{b-1}F_{q-2}+F_{b}F_{q-1}}
{\displaystyle F_{b+(q-1)}=F_{b-1}F_{q-1}+F_{b}F_{q}}
Somando-se membro a membro e considerando a fórmula recursiva,
{\displaystyle F_{b+q}=F_{b-1}F_{q}+F_{b}F_{q+1}}
Isso vale também para {\displaystyle q.} Logo, fazendo-se a substituição:
{\displaystyle F_{b+a}=F_{b-1}F_{a}+F_{b}F_{a+1}}
2) Se {\displaystyle b} é divisível por {\displaystyle a,} então {\displaystyle F_{b}} é divisível por {\displaystyle F_{a}}
Prova: {\displaystyle b=aq} para algum {\displaystyle q} inteiro não negativo. Hipótese de indução: {\displaystyle q\geq 1} e {\displaystyle F_{aq}} é divisível por {\displaystyle F_{a}.}
Pela propriedade 1, citada acima:
{\displaystyle F_{a(q+1)}=F_{aq+a}=F_{aq-1}F_{a}+F_{aq}F_{a+1}.}
Como {\displaystyle F_{aq-1}F_{a}} e {\displaystyle F_{aq}F_{a+1}} são divisíveis por {\displaystyle F_{a},} pela hipótese de indução, então
{\displaystyle F_{a}} divide a soma desses dois produtos, quer dizer:
{\displaystyle F_{a(q+1)}} é divisível por {\displaystyle F_{a}}
3) Se {\displaystyle c} é o máximo divisor comum (mdc) de {\displaystyle a} e {\displaystyle b,} então o máximo divisor comum de {\displaystyle F_{a}} e {\displaystyle F_{b}} é igual a {\displaystyle F_{c}.}
Prova:
Se {\displaystyle a=1,} o mdc é 1 e mdc de {\displaystyle F_{a}} e {\displaystyle F_{b}} é {\displaystyle F_{1}.} Se {\displaystyle a=b} não há o que provar.
Se {\displaystyle a} é maior ou igual a {\displaystyle 2} e menor que {\displaystyle b,}
{\displaystyle F_{b}=F_{a+(b-a)}=F_{a-1}F_{b-a}+F_{a}F_{b-a+1}.} Consequentemente, o máximo divisor comum de {\displaystyle F_{a}} e {\displaystyle F_{b}} é igual ao mdc de {\displaystyle F_{a}} e {\displaystyle F_{a-1}F_{b-a},} ou seja, de {\displaystyle F_{a}} e {\displaystyle F_{b-a}.}
Pela hipótese de indução:
{\displaystyle F_{mdc(a,b-a)}=F_{mdc(a,b)}}
4) (Teorema de Zeckendorf). "Todo número inteiro positivo pode ser representado unicamente como a soma de números de Fibonacci de índices não consecutivos e maiores que 1."
5) Definindo {\displaystyle A_{n}={\sqrt {{F_{n}}^{2}+{F_{n+2}}^{2}}},} os números {\displaystyle A_{n},} {\displaystyle A_{n+1}} e {\displaystyle A_{n+2}} são as medidas de comprimento dos lados de um triângulo cuja área é {\displaystyle {\frac {1}{2}}} unidade.

## Número Tribonacci
Um número Tribonacci assemelha-se a um número de Fibonacci, mas em vez de começarmos com dois termos pré-definidos, a sequência é iniciada com três termos pré-determinados, e cada termo posterior é a soma dos três termos precedentes. Os primeiros números de uma pequena sequência Tribonacci são: 1, 1, 2, 4, 7, 13, 24, 44, 81, 149, 274, 504, 927, 1705, 3136, 5768, 10609, 19513, 35890, 66012, 121415, 223317, etc.

### Forma explícita dos números de Tribonacci[17]

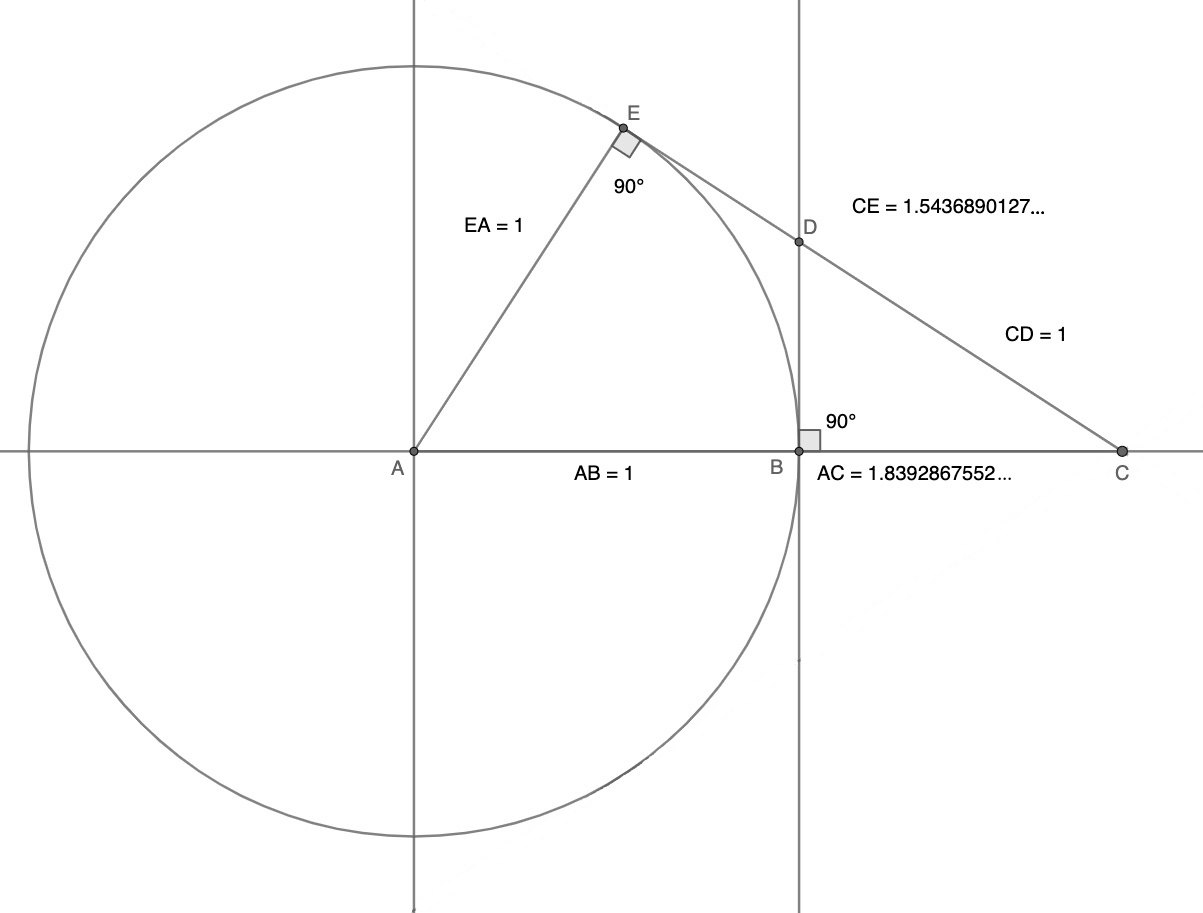
Uma construção geométrica da constante Tribonacci (AC), com compasso e régua marcada, segundo método descrito por Xerardo Neira.

De modo semelhante à sequência de Fibonacci, é possível obter a forma explícita de um número Tribonacci  {\displaystyle (T_{n}):}
{\displaystyle T_{1}=T_{2}=1} e {\displaystyle T_{3}=2} e
{\displaystyle T_{n}=T_{n-1}+T_{n-2}+T_{n-3}}
Sendo {\displaystyle \alpha ,} {\displaystyle \beta } e {\displaystyle \gamma } as soluções da equação:
{\displaystyle x^{3}-x^{2}-x-1=0.}
Então:
{\displaystyle T_{n}={\frac {\alpha ^{n+1}}{(\alpha -\beta )(\alpha -\gamma )}}+{\frac {\beta ^{n+1}}{(\beta -\alpha )(\beta -\gamma )}}+{\frac {\gamma ^{n+1}}{(\gamma -\alpha )(\gamma -\beta )}}}
{\displaystyle T_{n}={\frac {\alpha ^{n}}{-{\alpha }^{2}+4{\alpha }-1}}+{\frac {\beta ^{n}}{-{\beta }^{2}+4{\beta }-1}}+{\frac {\gamma ^{n}}{-{\gamma }^{2}+4{\gamma }-1}}}

### Função geradora
{\displaystyle {\frac {x}{1-x-x^{2}-x^{3}}}=1+x+2x^{2}+4x^{3}+7x^{4}+13x^{5}+24x^{6}+44x^{7}+81x^{8}+149x^{9}+...}

## Sequências recursivas semelhantes à de Fibonacci de modo geral
De modo semelhante aos resultados obtidos sobre a sequência de Fibonacci apresentados acima, é possível descobrir, por raciocínios semelhantes, propriedades de sequências da forma {\displaystyle A_{n}=aA_{n-1}+bA_{n-2},} onde {\displaystyle a} e {\displaystyle b} são números reais.

Tomemos, como exemplo, a sequência definida recursivamente por {\displaystyle A_{n}=2A_{n-1}+A_{n-2}}  com {\displaystyle A_{1}=A_{2}=1.}
É a sequência {\displaystyle (1,1,3,7,17,41,99,239,577,...)}
De modo semelhante à sequência de Fibonacci, ao dividirmos um de seus termos pelo seu antecessor, o resultado também tenderá a um número real, só que neste caso é {\displaystyle (1+{\sqrt {2}})=2,41421356237309...}  Ou seja,
{\displaystyle \lim _{n\to \infty }\left({\frac {A_{n}}{A_{n-1}}}\right)=1+{\sqrt {2}}=2,41421356237309....}
A propósito, o número {\displaystyle {1+{\sqrt {2}}}} é conhecido como "Razão de prata" ou "Silver ratio"
Também é possível obter fórmulas explícitas para calcular cada termo {\displaystyle A_{n}} em função de {\displaystyle n,} neste caso o resultado é cada vez mais preciso à medida que {\displaystyle n} aumenta, até que a partir de {\displaystyle n=21} o resultado é exato. As fórmulas explícitas dessa sequência são:
{\displaystyle A_{n}={\frac {{(1+{\sqrt {2}})}^{n}+{(1-{\sqrt {2}})}^{n}}{2{(1+{\sqrt {2}})}}}}
e
{\displaystyle A_{n}={\frac {{(1+{\sqrt {2}})}^{n}-{(1-{\sqrt {2}})}^{n}}{2{(1+{\sqrt {2}})}}}.}
A tabela a seguir mostra os resultados para os 22 primeiros números dessa sequência:
| {\displaystyle n}       | {\displaystyle A_{n}} (pela fórmula recursiva) | {\displaystyle {\frac {{(1+{\sqrt {2}})}^{n}+{(1-{\sqrt {2}})}^{n}}{2{(1+{\sqrt {2}})}}}} | {\displaystyle {\frac {{(1+{\sqrt {2}})}^{n}-{(1-{\sqrt {2}})}^{n}}{2{(1+{\sqrt {2}})}}}} | {\displaystyle {\frac {A_{n}}{A_{n-1}}}} |
| ----------------------- | ---------------------------------------------- | ----------------------------------------------------------------------------------------- | ----------------------------------------------------------------------------------------- | ---------------------------------------- |
| 1                       | 1                                              | 0,414213562373095                                                                         | 0,585786437626905                                                                         | {\displaystyle -}                        |
| 2                       | 1                                              | 1,24264068711929                                                                          | 1,17157287525381                                                                          | 1                                        |
| 3                       | 3                                              | 2,89949493661166                                                                          | 2,92893218813452                                                                          | 3                                        |
| 4                       | 7                                              | 7,04163056034261                                                                          | 7,02943725152286                                                                          | 2,33333333333333                         |
| 5                       | 17                                             | 16,9827560572969                                                                          | 16,9878066911802                                                                          | 2,42857142857143                         |
| 6                       | 41                                             | 41,0071426749364                                                                          | 41,0050506338833                                                                          | 2,41176470588235                         |
| 7                       | 99                                             | 98,9970414071697                                                                          | 98,9979079589469                                                                          | 2,41463414634146                         |
| 8                       | 239                                            | 239,001225489276                                                                          | 239,000866551777                                                                          | 2,41414141414141                         |
| 9                       | 577                                            | 576,999492385721                                                                          | 576,999641062501                                                                          | 2,41422594142259                         |
| 10                      | 1393                                           | 1393,00021026072                                                                          | 1393,00014867678                                                                          | 2,41421143847487                         |
| 11                      | 3363                                           | 3362,99991290716                                                                          | 3362,99993841606                                                                          | 2,41421392677674                         |
| 12                      | 8119                                           | 8119,00003607503                                                                          | 8119,0000255089                                                                           | 2,41421349985132                         |
| 13                      | 19601                                          | 19600,9999850572                                                                          | 19600,9999894339                                                                          | 2,41421357310014                         |
| 14                      | 47321                                          | 47321,0000061895                                                                          | 47321,0000043766                                                                          | 2,41421356053263                         |
| 15                      | 114243                                         | 114242,999997436                                                                          | 114242,999998187                                                                          | 2,41421356268887                         |
| 16                      | 275807                                         | 275807,000001062                                                                          | 275807,000000751                                                                          | 2,41421356231892                         |
| 17                      | 665857                                         | 665856,99999956                                                                           | 665856,999999688                                                                          | 2,41421356238239                         |
| 18                      | 1607521                                        | 1607521,00000018                                                                          | 1607521,00000013                                                                          | 2,4142135623715                          |
| 19                      | 3880899                                        | 3880898,99999992                                                                          | 3880898,99999994                                                                          | 2,41421356237337                         |
| 20                      | 9369319                                        | 9369319,00000002                                                                          | 9369319,00000001                                                                          | 2,41421356237305                         |
| 21                      | 22619537                                       | 22619537                                                                                  | 22619537                                                                                  | 2,4142135623731                          |
| 22                      | 54608393                                       | 54608393                                                                                  | 54608393                                                                                  | 2,41421356237309                         |
| {\displaystyle \cdots } | {\displaystyle \cdots }                        | {\displaystyle \cdots }                                                                   | {\displaystyle \cdots }                                                                   | {\displaystyle \cdots }                  |
| {\displaystyle \infty } | {\displaystyle A_{n}}                          | {\displaystyle A_{n}}                                                                     | {\displaystyle A_{n}}                                                                     | {\displaystyle 1+{\sqrt {2}}}            |

Perceba, por exemplo, que nessa sequência é válido que:
{\displaystyle {A_{n}}^{2}+{A_{n+1}}^{2}=A_{2n+1}-A_{2n}.}

Outro exemplo, seja a sequência definida por {\displaystyle B_{n+2}=B_{n+1}+B_{n},} com {\displaystyle B_{1}=a} e {\displaystyle B_{2}=b,} onde {\displaystyle a} e {\displaystyle b} são números reais. Sendo {\displaystyle F_{n}} o n-ésimo termo da sequência de Fibonacci, então
{\displaystyle B_{n}=F_{n}{\left(a{\phi }^{-2}+b{\phi }^{-1}\right)},} onde {\displaystyle \phi =\left({\frac {1+{\sqrt {5}}}{2}}\right).}

## A Sequência de Fibonacci na natureza
A sequência de Fibonacci está intrinsecamente ligada à natureza. Estes números são facilmente encontrados no arranjo de folhas do ramo de uma planta, em copas das árvores ou até mesmo no número de pétalas das flores.
As sementes das flores, frutos e, de forma particularmente interessante, as pinhas, trazem no seu escopo natural esta sequência. Como esta proporção trata-se de uma sucessão numérica, é possível perceber, em vários traços notáveis, a manifestação desta em muitos aspectos da natureza de maneira estética e funcional. Tal linha de análise é, muitas vezes, utilizada como base explicativa para a teoria criacionista denominada Design Inteligente.

### Nautilus

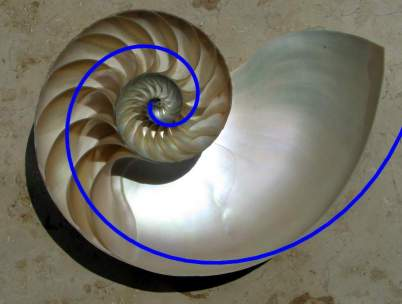
A Sequencia Fibonacci no Nautilus.

Na espiral do nautilus, por exemplo, pode ser facilmente percebida a sequência de Fibonacci. A composição de quadrados com lados de medidas proporcionais aos números da sequência mostram a existência desta sucessão numérica nesta peça natural.
O primeiro quadrado terá os lados com medida 1, o segundo também, o terceiro terá os seus lados com medida 2, o quarto com medida 3, o quinto com medida 5, o sexto com medida 8 e, assim, sucessivamente.

### Anatomia humana - dentição
Vistos frontalmente, os dentes anteriores estão na proporção áurea entre si. Por exemplo, a largura do incisivo central está proporcional à largura do incisivo lateral, assim como o incisivo lateral está proporcional ao canino, e o canino ao primeiro pré-molar.
O segmento “incisivo central até o primeiro pré-molar” se encontra na proporção áurea em relação ao canto da boca (final do sorriso).
A altura do incisivo central está na proporção áurea em relação à largura dos dois centrais Na face relaxada, a linha dos lábios divide o terço inferior da face nos segmentos da proporção áurea: “da ponta do nariz à linha dos lábios” e “da linha dos lábios até o queixo” (retângulo de ouro).

### A espiral

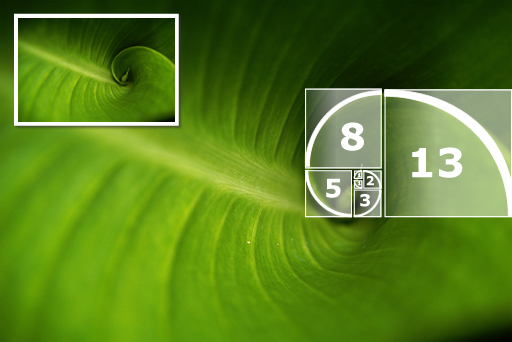

Na espiral formada pela folha de uma bromélia, pode ser percebida a sequência de Fibonacci, através da composição de quadrados com arestas de medidas proporcionais aos elementos da sequência, por exemplo: 1, 1, 2, 3, 5, 8, 13… , tendentes à razão áurea. Este mesmo tipo de espiral também pode ser percebida na concha do Nautilus marinho.

### Arranjos nas folhas
Os arranjos das folhas de algumas plantas em torno do caule são números de Fibonacci. Com este arranjo, todas as folhas conseguem apanhar os raios solares uniformemente. Esta formação, em caso de chuva, também facilita o escoamento da água na planta.

### Reprodução das abelhas
A seqüência de Fibonacci descreve perfeitamente a reprodução das abelhas. Recentemente, uma análise matemática-histórica do contexto e da proximidade com a cidade de "Bugia" (que é derivado da versão francesa do nome desta cidade, ou seja
"Bougie", que significa "vela" em francês), importante exportadora de cera na época de Leonardo de Pisa, sugeriu ele, fez o que realmente a abelha-produtores de Bugia e o conhecimento das linhagens de abelhas que inspirou os números da seqüência de Fibonacci, em vez de o modelo de reprodução de coelhos.

## A Sequência de Fibonacci no cinema
O filme Pi de Darren Aronofsky apresenta várias referências à sequência de Fibonacci. Seu protagonista é Maximillian "Max" Cohen (Sean Gullette), um matemático brilhante e atormentado que tenta decodificar o padrão numérico do mercado de ações. Em uma cena, Max desenha quadrados com arestas de medidas proporcionais aos elementos da sequência de Fibonacci e os sobrepõe ao desenho do Homem Vitruviano de Leonardo da Vinci, trazendo-lhe certezas às suas convicções de que a matemática é a linguagem da natureza. Em outra cena, Max apanha uma concha em uma praia e observa a espiral nela descrita. Em outro trecho do filme, Max encontra o judeu Lenny Meyer, que lhe fala da crença em que a Torah seria uma sequência de números que formam um código enviado por Deus, quando entendidas as correspondências entre as letras do alfabeto hebraico a números. Max diz que alguns dos conceitos apresentados por Lenny são similares a uma sequência de Fibonacci.
A sequência também é tema de um episódio da série Touch da Rede FOX e de Criminal Minds, no canal AXN.
Em O Código Da Vinci, a sequência de Fibonacci foi usada como um código, mas também para confundir os personagens.

## Repfigits
Um repfigit ou número de Keith é um número inteiro, superior a 9, tal que os seus dígitos, ao começar uma sequência de Fibonacci, alcançam posteriormente o referido número. Um exemplo é 47, porque a sequência de Fibonacci que começa com 4 e 7 (4, 7, 11, 18, 29, 47) alcança o 47.
Outro exemplo é 197: 1+9+7= 17, 9+7+17= 33, 7+17+33= 57, 17+33+57= 107, 33+57+107= 197.
Um repfigit pode ser uma sequência de Tribonacci se houver três dígitos no número, e de Tetranacci se o número tiver quatro dígitos, etc.
Alguns Números de Keith conhecidos: 14, 19, 28, 47, 61, 75, 197, 742, 1104, 1537, 2208, 2580, 3684, 4788, 7385, 7647, 7909, 31331, 34285…

### Definição
Um número Keith é um inteiro positivo N que aparece como um termo em uma relação de recorrência linear com termos iniciais com base nas suas próprias casas decimais. Dado um número {\displaystyle n} número de quatro dígitos:
{\displaystyle N=\sum _{i=0}^{n-1}10^{i}{d_{i}},}
uma sequência {\displaystyle S_{N}} é formada com condições iniciais {\displaystyle d_{n-1},d_{n-2},\ldots ,d_{1},d_{0}} e com um termo geral produzido como a soma dos anteriores {\displaystyle n} termos. Se o número N aparece na sequência {\displaystyle S_{N}} então dizemos que {\displaystyle N} é um número de Keith.
Números de um dígito possuem a propriedade Keith trivialmente, e normalmente são excluídos.

### Tabela com os 94 primeiros números de Keith[21]
| 1  | 14                            |
| 2  | 19                            |
| 3  | 28                            |
| 4  | 47                            |
| 5  | 61                            |
| 6  | 75                            |
| 7  | 197                           |
| 8  | 742                           |
| 9  | 1104                          |
| 10 | 1537                          |
| 11 | 2208                          |
| 12 | 2580                          |
| 13 | 3684                          |
| 14 | 4788                          |
| 15 | 7385                          |
| 16 | 7647                          |
| 17 | 7909                          |
| 18 | 31331                         |
| 19 | 34285                         |
| 20 | 34348                         |
| 21 | 55604                         |
| 22 | 62662                         |
| 23 | 86935                         |
| 24 | 93993                         |
| 25 | 120284                        |
| 26 | 129106                        |
| 27 | 147640                        |
| 28 | 156146                        |
| 29 | 174680                        |
| 30 | 183186                        |
| 31 | 298320                        |
| 32 | 355419                        |
| 33 | 694280                        |
| 34 | 925993                        |
| 35 | 1084051                       |
| 36 | 7913837                       |
| 37 | 11436171                      |
| 38 | 33445755                      |
| 39 | 44121607                      |
| 40 | 129572008                     |
| 41 | 251133297                     |
| 42 | 24769286411                   |
| 43 | 96189170155                   |
| 44 | 171570159070                  |
| 45 | 202366307758                  |
| 46 | 239143607789                  |
| 47 | 296658839738                  |
| 48 | 1934197506555                 |
| 49 | 8756963649152                 |
| 50 | 43520999798747                |
| 51 | 74596893730427                |
| 52 | 97295849958669                |
| 53 | 120984833091531               |
| 54 | 270585509032586               |
| 55 | 754788753590897               |
| 56 | 3621344088074041              |
| 57 | 3756915124022254              |
| 58 | 4362827422508274              |
| 59 | 11812665388886672             |
| 60 | 14508137312404344             |
| 61 | 16402582054271374             |
| 62 | 69953250322018194             |
| 63 | 73583709853303061             |
| 64 | 119115440241433462            |
| 65 | 166308721919462318            |
| 66 | 301273478581322148            |
| 67 | 1362353777290081176           |
| 68 | 3389041747878384662           |
| 69 | 5710594497265802190           |
| 70 | 5776750370944624064           |
| 71 | 6195637556095764016           |
| 72 | 12763314479461384279          |
| 73 | 27847652577905793413          |
| 74 | 45419266414495601903          |
| 75 | 855191324330802397989         |
| 76 | 7657230882259548723593        |
| 77 | 26842994422637112523337       |
| 78 | 36899277593852609997403       |
| 79 | 61333853602129819189668       |
| 80 | 229146413136585558461227      |
| 81 | 9838678687915198599200604     |
| 82 | 18354972585225358067718266    |
| 83 | 19876234926457288511947945    |
| 84 | 98938191214220718050301312    |
| 85 | 133118411174059688391045955   |
| 86 | 153669354455482560987178342   |
| 87 | 154140275428339949899922650   |
| 88 | 154677881401007799974564336   |
| 89 | 295768237361291708645227474   |
| 90 | 956633720464114515890318410   |
| 91 | 988242310393860390066911414   |
| 92 | 9493976840390265868522067200  |
| 93 | 41796205765147426974704791528 |
| 94 | 70267375510207885242218837404 |